# Soegao 35
Soegao 35 est une réserve indienne du comté de Kent, à l'est de la province canadienne du Nouveau-Brunswick. Elle appartient à la première nation d'Elsipogtog.